# France Nuyen
France Nuyen (ur. 31 lipca 1939) – francuska aktorka, modelka.

## Życiorys
Nuyen urodził się w Marsylii. Jej matka była Francuzką, a jej ojciec był uważany za Wietnamczyka, chociaż stwierdziła, że był „prawdopodobnie chińskiego pochodzenia”.
W swojej pierwszej roli zagrała rolę Liat w musicalu Południowy Pacyfik (1958). Nuyen została następnie obsadzona w roli głównej w filmowej adaptacji The World of Suzie Wong (1960), ale została zwolniona podczas produkcji przez producenta filmu, a jej sceny zostały ponownie nakręcone z jej zastępczynią, Nancy Kwan.
Wystąpiła w kilku filmach, w tym: The Last Time I Saw Archie (1961), Satan Never Sleeps (1962), A Girl Named Tamiko (1962), Diamond Head (1963), Dimension 5 (1966), Bitwa o Planetę Małp (1973), Klub szczęścia (1993) i The American Standards (2008).

### Życie prywatne
W latach 1963–1966 Nuyen była żoną dr Thomasa Gaspara Morella, psychiatry z Nowego Jorku, z którym miała córkę Fleur. Później wyszła za mąż za aktora Roberta Culpa, ale rozwiodła się trzy lata później. W 1960 roku miała romans z aktorem Marlonem Brando.
W 1986 roku Nuyen uzyskała tytuł magistra psychologii klinicznej i rozpoczęła drugą karierę jako doradczyni dla maltretowanych kobiet, dzieci i kobiet w więzieniu.
Obecnie mieszka w Beverly Hills.

## Filmografia

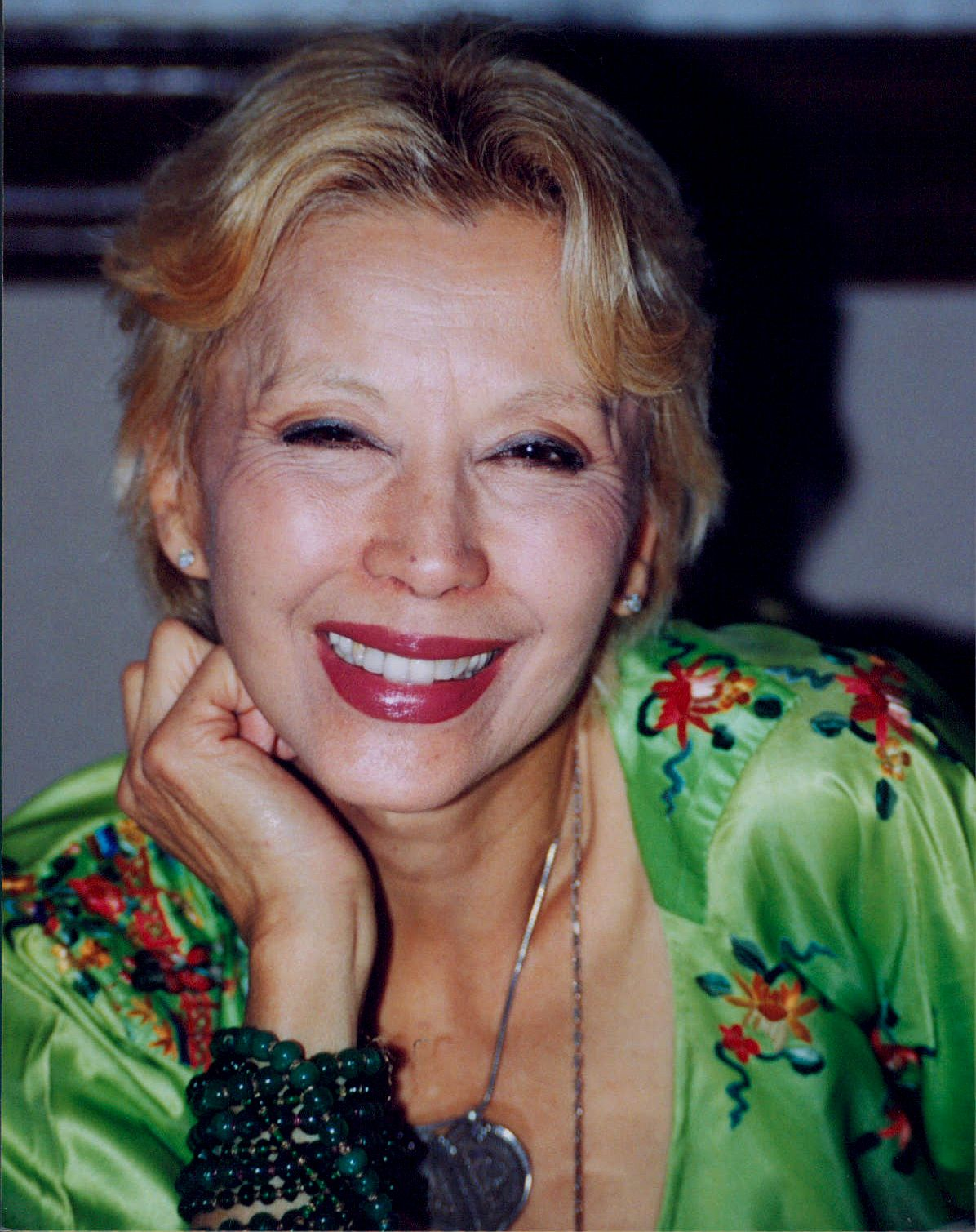
France Nuyen (2002)

### Film
| Rok  | Tytuł                      | Rola              |
| ---- | -------------------------- | ----------------- |
| 1958 | Południowy Pacyfik         | Liat              |
| 1958 | In Love and War            | Kalai Ducanne     |
| 1961 | The Last Time I Saw Archie | Cindy Hamilton    |
| 1962 | Satan Never Sleeps         | Siu Lan           |
| 1962 | A Girl Named Tamiko        | Tamiko            |
| 1962 | Diamond Head               | Mai Chen          |
| 1962 | Marco Polo                 |                   |
| 1964 | Man in the Middle          | Kate Davray       |
| 1966 | Dimmension 5               | Kitty             |
| 1970 | Black Water Gold           | Thais             |
| 1971 | One More Train to Rob      | Ah Troy           |
| 1971 | Slingshot                  |                   |
| 1973 | The Horror at 37,000 Feet  | Annalik           |
| 1973 | The Big Game               | Atanga            |
| 1973 | Bitwa o Planetę Małp       | Alma              |
| 1977 | Code Name: Diamond Head    | Tso-Tsing         |
| 1990 | China Cry                  | pani Sung         |
| 1993 | Klub szczęścia             | Ying-Ying (matka) |
| 1994 | A Passion to Kill          | Lou Mazaud        |
| 1995 | Angry Cafe                 | Rosie             |
| 1997 | The Magic Pearl            | głos              |
| 1997 | Twój uśmiech               | dr Chin           |
| 2003 | Bitwa pod Shaker Heights   | Xiou-Xiou Ling    |
| 2008 | The American Standards     | dr Liang          |

### Telewizja
| Rok        | Tytuł                       | Uwagi                             |
| ---------- | --------------------------- | --------------------------------- |
| 1960       | Hong Kong                   | odcinek Clear for Action          |
| 1965       | The Man from U.N.C.L.E.     | odcinek The Cherry Blossom Affair |
| 1966       | Strzały w Dodge City        | 2 odcinki                         |
| 1966-1967  | I Spy                       | 4 odcinki                         |
| 1968       | Star Trek: Seria oryginalna | odcinek Elaan of Troyius          |
| 1968       | Rowan & Martin's Laugh-In   |                                   |
| 1969       | Medical Center              | odcinek The Battle of Lili Wu     |
| 1971, 1975 | Hawaii Five-O               | 2 odcinki                         |
| 1977       | Aniołki Charliego           | odcinek Angels in Paradise        |
| 1978       | Columbo                     | odcinek Murder Under Glass        |
| 1978       | Fantasy Island              | odcinek Return to Fantasy Island  |
| 1984       | Automan                     | odcinek Ships in the Night        |
| 1985       | Magnum                      | odcinek Torah, Torah, Torah       |
| 1986-1988  | St. Elsewhere               |                                   |
| 1990       | Knots Landing               |                                   |
| 1993       | Napisała: Morderstwo        | odcinek A Death in Hong Kong      |
| 1995       | Tom Clancy's Op-Center      | film telewizyjny                  |
| 1999       | The Outer Limits            | odcinek Ripper                    |